# Phleocryptes melanops
El junquero (en Argentina, Paraguay, Uruguay y Perú) o trabajador (en Chile) (Phleocryptes melanops), es una especie de ave paseriforme de la familia Furnariidae, monotípica del género Phleocryptes. Es nativo del Cono Sur y del centro oeste de América del Sur.

## Nombres populares
En Argentina se le conoce también por los nombres de abadejo, aguatero, chorreado, cola aguda, cola espinosa, escapulario chorreado, junquerito, matraca, siete cuchillas o tejedor.

## Distribución  y hábitat
Las subespecies se distribuyen de forma disjunta: desde el sureste de Brasil, hacia el sur por Uruguay, Argentina hasta el sur de la Patagonia y centro de Chile, algunos migran hasta el sur de Paraguay en el invierno austral; en la costa árida del noroeste de Perú; en el altiplano del sur de Perú y Bolivia hasta el noroeste de Argentina y en el norte de Chile.
Esta especie es considerada bastante común en sus hábitats naturales, los humedales y pantanos, tanto de aguas dulces como salobres, con abundantes juncos y totoras, desde el nivel del mar hasta los 4300 m de altitud. Frecuentemente es visto en el mismo ambiente con el sietecolores (Tachuris rubrigastra).

## Descripción
Mide entre 13 y 14 cm de longitud y pesa entre 11 y 16 g. Presenta cabeza color pardo oscuro con una gran línea superciliar blanca o crema; el dorso es negruzco con manchas grises; la garganta, el pecho y el vientre son blancuzcos con flancos grisáceos; las alas negruzcas con banda color castaño rufo; las coberteras son algo rufas y la cola negruzca. El pico es fino y puntiagudo de color castaño oscuro y las patas color marrón.

## Comportamiento
Es un pájaro inquieto. Forrajea solitario o en parejas, hurgando en el barro o en la vegetación flotante.

### Alimentación
Caza insectos a flor de agua o entre la vegetación de las zonas pantanosas.

### Reproducción
El nido es elaborado y expuesto, construido con paja, barro e, internamente, plumas. Es de forma esférica alargado en el sentido vertical, con entrada lateral circular pequeña, protegida del agua por un pequeño vierteaguas y fijado con barro entre hojas entrelazadas de juncos Typha, raramente en otras plantas; a veces está
superpuestos a restos de nidos viejos. La hembra pone dos o tres huevos azules de 20 por 16 mm. Demora en la construcción del nido de ocho a diez días; el período de incubación es de dieciséis 
días. Los pichones son alimentados por ambos padres y permanecen en el nido entre catorce y dieciséis días.

### Vocalización
La voz es un fuerte repiqueteo, audible desde lejos, que a veces continua por algunos minutos.

## Sistemática

### Descripción original
La especie P. melanops fue descrita por primera vez por el naturalista francés Louis Pierre Vieillot en 1817 bajo el nombre científico Sylvia melanops; su localidad tipo es: «Paraguay».
El género monotípico Phleocryptes fue propuesto por los ornitólogos alemanes Jean Cabanis y Ferdinand Heine Sr en 1859.

### Etimología
El nombre genérico masculino «Phleocryptes» deriva del griego «phleōs»: junco, carrizo, y «kruptō»: esconder; significando «que se esconde en los juncales»; y el nombre de la especie «melanops», proviene del griego «melas, melanos»: negro  y «ōps, ōpos»: face; significando «de cara negra».

### Taxonomía
La subespecie propuesta juninensis (cerca de Junín, en el centro de Perú), supuestamente con plumaje más brillante, aparentemente no es diagnosticable y se la incluye en schoenobaenus.

### Subespecies
Según las clasificaciones del Congreso Ornitológico Internacional (IOC) y Clements Checklist v.2018, se reconocen cuatro subespecies, con su correspondiente distribución geográfica:
- Phleocryptes melanops brunnescens J.T. Zimmer, 1935 – litoral del oeste de Perú desde Piura (raro) y Lambayeque al sur hasta Ica.
- Phleocryptes melanops schoenobaenus Cabanis & Heine, 1860 – centro y sur de Perú (Andes de Junín, región del altiplano de Puno), oeste de Bolivia (La Paz al sur hasta Oruro) y noroeste de Argentina (Jujuy). Tiene un registro en el extremo norte de Chile (Tarapacá).[16]
- Phleocryptes melanops loaensis R.A. Philippi (Bañados) & Goodall, 1946 – litoral del sur de Perú (Arequipa) y norte de Chile (Tarapacá, Antofagasta)
- Phleocryptes melanops melanops (Vieillot, 1817) – tierras bajas del sureste de Brasil (Río de Janeiro y São Paulo al sur hasta Rio Grande do Sul), Argentina (de Tucumán al este hasta Misiones, al sur hasta Chubut, raramente en Santa Cruz) Uruguay y Chile (Atacama al sur hasta Magallanes), los límites septentrionales de la reproducción no están claros; también en Paraguay en la estación no reproductiva.